# Tavola Rotonda

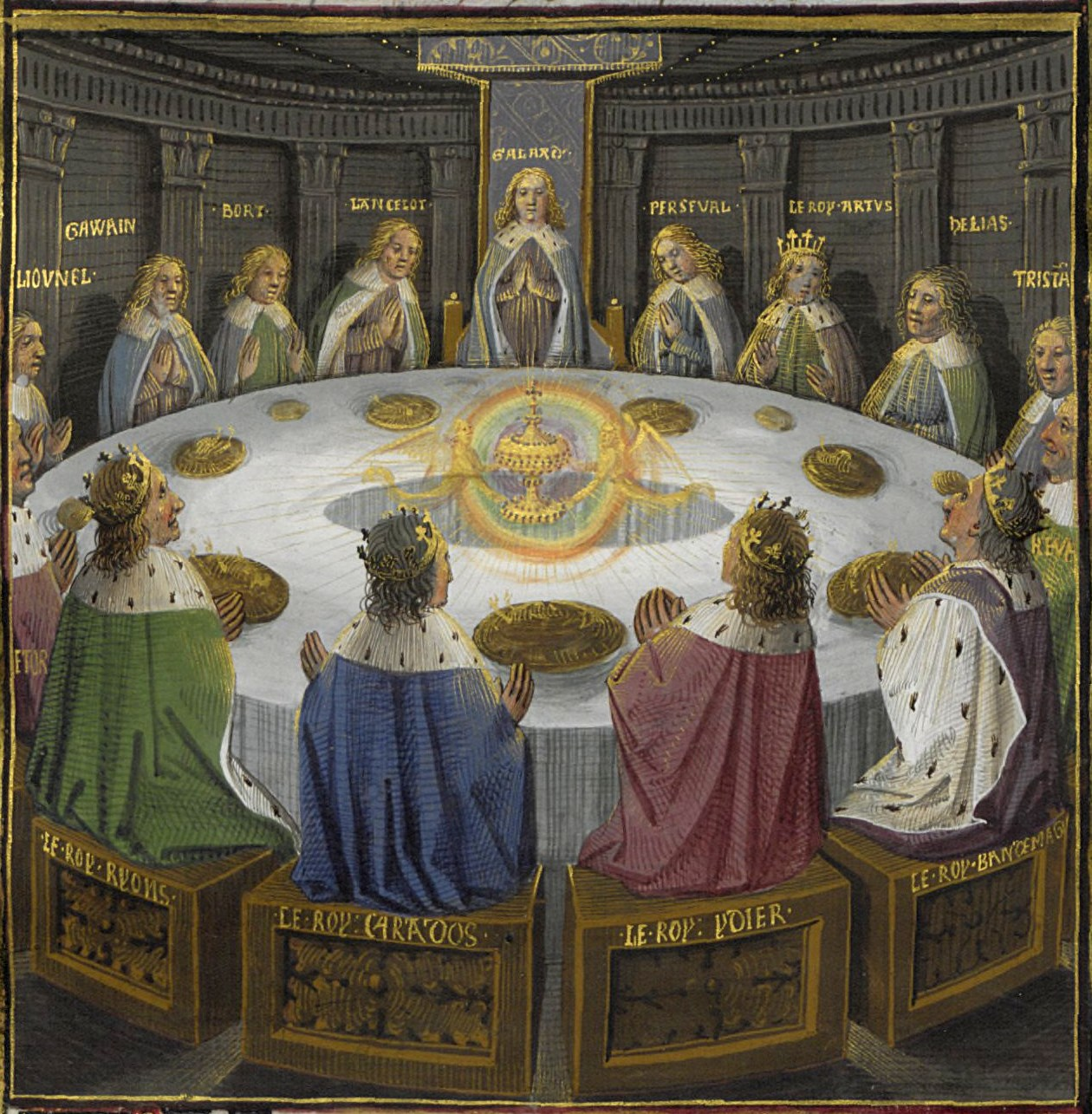
Apparizione del Graal nella Tavola Rotonda, miniatura dal manoscritto del Lancillotto in prosa, Folio 610v, BNF Fr 116.

Nel ciclo arturiano, la Tavola Rotonda era il tavolo del castello di Camelot a cui i Cavalieri e Re Artù sedevano per discutere questioni di cruciale importanza per il reame. In alcune versioni, anche il Mago Merlino aveva un posto. Alcune opere del ciclo arturiano attribuiscono la creazione della Tavola Rotonda allo stesso Merlino, ma non mancano altre versioni.

## Scopo e creazione
Lo scopo della Tavola Rotonda era quello di evitare conflitti di prestigio. Infatti, non essendoci nessun capo-tavola, ogni cavaliere (re compreso) aveva il suo posto uguale a tutti gli altri e anche Re Artù si sentiva come ogni altro cavaliere. L'uso di simili soluzioni per evitare conflitti presso i gruppi Celtici antichi è documentato anche da altre fonti.
Dalla tradizione non emerge in modo chiaro e univoco quanti fossero i cavalieri che sedevano alla Tavola (in alcune versioni della leggenda erano dodici seggi più il seggio periglioso), né alcuna chiara indicazione su quanto fosse grande la tavola o di quale materiale fosse fatta (legno o pietra). Inoltre in alcune leggende viene narrato che fu il padre della Regina Ginevra a donare la tavola ad Artù tra i regali di nozze.

## Seggio periglioso
Il seggio periglioso (siege perilous, letteralmente seggio pericoloso) è il tredicesimo seggio vacante alla Tavola Rotonda. Esso è stato riservato da Merlino a quell'unico nobile cavaliere che riuscirà nell'impresa di ritrovare il Santo Graal, perciò chiunque osi sedersi su di esso senza averne titolo incorrerà in gravi sventure, che vanno dalla morte immediata all'essere inghiottito da una voragine che si apre sotto di lui, fino ad altre leggende simili. Il nobile cavaliere che alla fine riuscirà a sedersi senza alcun danno sarà, a seconda delle varie versioni della leggenda, Sir Galahad o Sir Parsifal. Ad esempio ne La morte di Artù di Thomas Malory sarà Sir Galahad a sedervisi la domenica di Pentecoste del 454º anno dalla morte del Cristo.

## La "Tavola Rotonda" come spettacolo
Per tutto il Medioevo fu diffusa un tipo particolare di festa chiamata "Tavola Rotonda", una sorta di festa in maschera a tema arturiano. Una delle fonti più antiche riguardo a questa usanza menziona una "Tavola Rotonda", tenutasi a Cipro nel 1223, per festeggiare la nomina a cavaliere del figlio di un crociato.
Le Tavole Rotonde di questo tipo rimasero un intrattenimento aristocratico piuttosto diffuso in Europa dal XIII al XV secolo. In Aragona, per esempio, la più antica di cui è dato sapere si tenne a Valencia nel 1269, mentre la più recente avvenne a Calatayud nel 1291. Secondo Roger Sherman Loomis, "papi e prelati tuonavano contro queste frivolezze costose, pericolose, e talvolta licenziose, e negavano la sepoltura cristiana a coloro che vi prendevano parte".
Questa tradizione arrivò relativamente tardi in Inghilterra; Edoardo I tenne una di queste feste nel 1284 per celebrare la conquista del Galles e molte altre successivamente. Proprio da questa moda deriva il grande tavolo circolare conservato nella Great Hall del Castello di Winchester.